# Tetracona multispina
Tetracona multispina is een vlinder uit de familie van de grasmotten (Crambidae). De wetenschappelijke naam van deze soort is voor het eerst gepubliceerd in 2021 door Lu-Lan Jie en Wei-Chun Li.
Deze soort komt voor in China (Jiangxi).